# Ectomychus
Ectomychus es un género de coleóptero de la familia Endomychidae.

## Especies
Las especies de este género son:
- Ectomychus africanus
- Ectomychus atriventris
- Ectomychus basalis
- Ectomychus callipygus
- Ectomychus cinctus
- Ectomychus deformis
- Ectomychus elongatus
- Ectomychus ferreus
- Ectomychus flavipes
- Ectomychus monticola
- Ectomychus nakanei
- Ectomychus nepalensis
- Ectomychus nigripes
- Ectomychus nigrofasciatus
- Ectomychus nimbiferus
- Ectomychus ovatus
- Ectomychus sakaii
- Ectomychus tappanus
- Ectomychus werneri
- Ectomychus yukihikoi